# Refrigeració Doppler

Principi simplificat de refrigeració làser Doppler: 1 Un àtom estacionari no veu el làser desplaçat ni al vermell ni al blau i no absorbeix el fotó. 2 Un àtom que s'allunya del làser el veu desplaçat al vermell i no absorbeix el fotó. 3.1 Un àtom que es mou cap al làser el veu desplaçat al blau i absorbeix el fotó, alentint l'àtom. 3.2 El fotó excita l'àtom, movent un electró a un estat quàntic superior. 3.3 L'àtom reemet un fotó. Com que la seva direcció és aleatòria, no hi ha cap canvi net en l'impuls sobre molts fotons.

El refredament Doppler és un mecanisme que es pot utilitzar per atrapar i frenar el moviment dels àtoms per refredar una substància. El terme de vegades s'utilitza com a sinònim de refredament làser, encara que el refredament làser inclou altres tècniques.

## Història
El refredament Doppler va ser proposat simultàniament per dos grups el 1975, el primer va ser David J. Wineland i Hans Georg Dehmelt i el segon va ser Theodor W. Hänsch i Arthur Leonard Schawlow. Va ser demostrat per primera vegada per Wineland, Drullinger i Walls el 1978 i poc després per Neuhauser, Hohenstatt, Toschek i Dehmelt. Una forma conceptualment senzilla de refredament Doppler es coneix com a melassa òptica, ja que la força òptica dissipativa s'assembla a l'arrossegament viscós sobre un cos que es mou a través de la melassa. Steven Chu, Claude Cohen-Tannoudji i William D. Phillips van ser guardonats amb el Premi Nobel de Física l'any 1997 pel seu treball en el refredament làser i la captura d'àtoms.

## Breu explicació
El refredament Doppler implica llum amb freqüència ajustada lleugerament per sota d'una transició electrònica en un àtom. Com que la llum està desajustada al "vermell" (és a dir, a una freqüència més baixa) de la transició, els àtoms absorbiran més fotons si es mouen cap a la font de llum, a causa de l'efecte Doppler.
Considereu el cas més simple de moviment 1D sobre l'eix x. Sigui el fotó viatjant en la direcció + x i l'àtom en la direcció -x. En cada esdeveniment d'absorció, l'àtom perd un moment igual al moment del fotó. L'àtom, que ara es troba en estat excitat, emet un fotó espontàniament però aleatòriament al llarg de + x o - x. L'impuls es retorna a l'àtom. Si el fotó s'ha emès al llarg de + x, no hi ha canvi net; tanmateix, si el fotó s'ha emès al llarg de − x, aleshores l'àtom es mou més lentament en − x o + x.
El resultat net del procés d'absorció i emissió és una velocitat reduïda de l'àtom, amb la condició que la seva velocitat inicial sigui més gran que la velocitat de retrocés de la dispersió d'un sol fotó. Si l'absorció i l'emissió es repeteixen moltes vegades, es reduirà la velocitat mitjana i, per tant, l'energia cinètica de l'àtom. Com que la temperatura d'un conjunt d'àtoms és una mesura de l'energia cinètica interna aleatòria, això equival a refredar els àtoms.
El límit de refrigeració Doppler és la temperatura mínima que es pot aconseguir amb la refrigeració Doppler.

## Límits

### Temperatura mínima
La temperatura Doppler és la temperatura mínima que es pot aconseguir amb el refredament Doppler.
Quan un fotó és absorbit per un àtom que es contrapropaga a la font de llum, la seva velocitat es redueix per la conservació del moment. Quan el fotó absorbit és emès espontàniament per l'àtom excitat, l'àtom rep un impuls d'impuls en una direcció aleatòria. Les emissions espontànies són isòtropes i, per tant, aquests impulsos arriben de mitjana a zero per a la velocitat mitjana. D'altra banda, la velocitat quadrada mitjana, {\displaystyle \langle v^{2}\rangle }, no és zero en el procés aleatori i, per tant, es subministra calor a l'àtom. A l'equilibri, les velocitats d'escalfament i refredament són iguals, la qual cosa estableix un límit a la quantitat en què es pot refredar l'àtom. Com que les transicions utilitzades per a la refrigeració Doppler tenen amples de línia naturals amplis {\displaystyle \gamma } (mesurat en radians per segon), això estableix que el límit inferior de la temperatura dels àtoms després del refredament és
{\displaystyle T_{\mathrm {Doppler} }=\hbar \gamma /(2k_{\text{B}}),}
on {\displaystyle k_{\text{B}}} és la constant de Boltzmann i {\displaystyle \hbar } és la constant de Planck reduïda. Això sol ser molt més alt que la temperatura de retrocés, que és la temperatura associada a l'impuls obtingut per l'emissió espontània d'un fotó.
El límit Doppler s'ha verificat amb un gas d'heli metaestable.

## Aplicacions
Un ús per a la refrigeració Doppler és la tècnica de la melassa òptica. Aquest procés en si forma part de la trampa magneto-òptica, però es pot utilitzar de manera independent.
El refredament Doppler també s'utilitza en espectroscòpia i metrologia, on el refredament permet característiques espectroscòpiques més estretes. Per exemple, totes les millors tecnologies de rellotge atòmic impliquen refredament Doppler en algun moment.